# 106 Dione
Dione /daɪˈoʊniː/ (định danh hành tinh vi hình: 106 Dione) là một tiểu hành tinh lớn ở vành đai chính thành phần cấu tạo của nó dường như cũng tương tự với tiểu hành tinh 1 Ceres. Ngày 10 tháng 10 năm 1868, nhà thiên văn học người Mỹ gốc Canada James C. Watson phát hiện tiểu hành tinh Dione khi ông thực hiện quan sát ở Ann Arbor, Michigan và đặt tên nó theo tên Dione, một nữ thần trong gia đình Titan trong thần thoại Hy Lạp. Các nhà quan sát ở Đan Mạch, Đức và Hà Lan đã quan sát thấy Dione che khuất một ngôi sao vào ngày 19 tháng 01 năm 1983. Một đường kính 147±3 km đã được quan sát thấy, gần khớp với đường kính của vệ tinh hồng ngoại IRAS.
Một trong các vệ tinh của Sao Thổ cũng có tên là Dione.